# Fernando José Torres Sanz
Fernando José Torres Sanz (castellà: Fernando Torres)  (Fuenlabrada, 20 de març de 1984), més conegut com a Fernando Torres o «El Niño»; és un futbolista espanyol que juga com a davanter i actualment milita al Sagan Tosu FC de la J. League.
Va iniciar la seva carrera a les categories inferiors de l'Atlètic de Madrid. El 2001 va debutar amb el primer equip quan jugava a la Segona Divisió, on va arribar a marcar 7 gols en 40 partits i aconseguir l'ascens a la primera divisió d'Espanya. A la lliga va marcar 75 gols en 174 partits. El Liverpool FC el va fitxar el 2007 i el va convertir en el futbolista més car a arribar a l'equip britànic. La temporada 2007-2008 es va convertir en l'únic futbolista del Liverpool -des de Robbie Fowler (1995-1996)- a marcar més de vint gols en una temporada. A principis de 2011, va ser fitxat pel Chelsea FC, el qual va pagar al Liverpool la quantitat de 50 milions de lliures esterlines, i es va tornar a convertir en el traspàs més car del futbol anglès.
El 2003 va debutar com a internacional absolut en un enfrontament entre Espanya i Portugal que va concloure 0-3. Ha defensat l'elàstica espanyola en l'Eurocopa de 2004, on no va marcar cap gol; el Mundial de 2006, on va marcar tres gols; l'Eurocopa de 2008, on va marcar dos gols, incloent-hi el de la victòria a la final davant Alemanya; el Mundial de 2010, en el qual la selecció de futbol d'Espanya va obtenir el seu primer títol mundial, encara que Fernando Torres no va aconseguir fer cap gol, i va esdevenir el màxim golejador de l'Eurocopa de 2012, en què va tornar a marcar a la final davant d'Itàlia.

## Biografia

### Inicis
Torres va néixer a Madrid el 20 de març de 1984, encara que la seva família procedeix de Galícia. A l'edat de cinc anys va fitxar pel club de futbol «Parque 84». En els seus inicis, la seva mare l'acompanyava diàriament als entrenaments. Per intercessió del seu avi, que era aficionat blanc i vermell, es va fer seguidor de l'Atlètic de Madrid. Va començar exercint-se com a porter, igual que el seu germà. Amb set anys es va convertir en davanter i va començar a competir regularment en un equip de futbol sala del seu barri, el «Mario's Holanda». Torres afirma que en aquesta etapa de la seva carrera els personatges de la sèrie d'anime «Captain Tsubasa» li van servir d'inspiració. Tres anys més tard es va incorporar a un equip de futbol onze anomenat «Rayo 13». Als tres millors de la temporada els oferien l'oportunitat de fer una demostració davant l'Atlètic. Aquest any va marcar 55 punts, convertint-se en un dels tres nens seleccionats. Impressionar als observadors i va fitxar pel club el 1995.
En el faceta personal, està casat amb Olalla Domínguez des del 27 de maig de 2008. Es van convertir en pares per primer cop, el 8 de juliol de 2009.

### Atlético de Madrid
Després d'estar a les categories inferiors del club, va aconseguir el seu primer títol important com a juvenil el 1998. L'Atlètic de Madrid va enviar un equip sub-15 a competir a la Nike Cup - disputada a Espanya i a Europa - contra combinats d'altres clubs, amb el qual es va imposar en el torneig. Durant la competició, va començar a considerar com un dels més complets futbolistes europeus de la seva edat. Un any més tard va signar un contracte professional amb l'Atlètic, i, després de començar la temporada a la Divisió d'Honor Juvenil, la va concloure a Segona Divisió. Va començar la temporada afectat d'una lesió al genoll esquerre, no incorporant-se fins al desembre. El 27 maig 2001 va debutar amb l'equip al Vicente Calderón davant el CD Leganés. Una setmana més tard va marcar el seu primer gol contra l'Albacete Balompié. En acabar l'any l'equip va quedar en quart lloc.
La temporada 2001/02, l'equip es classifica en primera posició, aconseguint així el campionat i l'ascens a la primera divisió d'Espanya; Torres va acabar la temporada amb 6 punts en 36 aparicions. La temporada 2002/03 Torres va tenir un major rendiment i va marcar 12 punts en 29 aparicions, contribuint així a fer que l'Atlètic arribés l'onzena plaça. La temporada 2003/04 va formar parella atacant amb el davanter hel·lè Demis Nikolaidis. Torres va marcar 19 punts en 35 partits, 1 amb el qual es va convertir en el tercer màxim golejador del campionat. Amb només 19 anys va ser nomenat capità de l'equip. L'Atlètic no va aconseguir la classificació per a la Copa de la UEFA, i va haver de conformar a disputar la Copa Intertoto de la UEFA, el que va donar al davanter madrileny l'oportunitat d'estar en una competició europea. Va marcar dos gols en les semifinals contra l'OFK Beograd que van concloure amb un global d'1-5 a favor dels madrilenys. Assolida la final, els lleons van caure als penals davant el Vila-real CF. Després de concloure la temporada el Chelsea FC va revelar el seu interès en l'ariet de Fuenlabrada, més Enrique Cerezo, màxim mandatari de l'equip, va afirmar que no tenien intenció de traspassar. El gener de 2006 Cerezo va canviar d'opinió i va dir que el club escoltaria ofertes pel futbolista, el mateix Torres va afirmar que al març li va arribar una oferta del Newcastle United.
El 2006 va ser convocat amb la selecció espanyola, amb la qual va disputar el Mundial. Després de ser eliminats, va revelar que havia rebutjat una oferta del Chelsea FC al final de la temporada 2005-06. La temporada 2006-07 va marcar 14 gols, el que no va evitar que tornés a especular sobre el seu futur en fracassar l'equip en el seu objectiu d'aconseguir la classificació per a la UEFA. Els mitjans informatius britànics van afirmar que el futbolista interessava molt el Liverpool FC, però, Cerezo va afirmar que no havien rebut cap oferta. Uns dies més tard els mitjans van desmentir al mandatari matalasser revelant que les dues entitats havien arribat a un acord per Torres. Es rumorejava que el muntant de l'operació arribava 25 milions de lliures, a més del traspàs de Luis García en una operació independent. Poc després l'Atlètic va anunciar el fitxatge de Diego Forlán, procedent del Vila-real CF, el que els mitjans van considerar com un moviment destinat a reemplaçar al planter abans que l'anunci del traspàs es fes oficial. El 2 de juliol Torres va retornar de les seves vacances a la capital, on va tancar les operacions amb l'entitat britànica en un contracte que el vinculava a l'equip anglès durant sis anys. Un dia més tard va passar el reconeixement mèdic amb el Liverpool FC. Va oferir una roda de premsa per acomiadar-se dels aficionats abans de marxar amb el seu nou club. El traspàs va constituir l'operació econòmica més cara de la història del club anglès. L'entrenador del Liverpool - Rafael Benítez - va revelar en una entrevista a The Times que el cost del traspàs era de 20 milions de lliures, encara que en el muntant de l'operació estava inclòs el traspàs de Luis García.

### Liverpool FC

#### 2007-08
Aquest estiu va debutar amb el Liverpool en un amistós davant el Werder Bremen, que va concloure amb un marcador de 3-2 a favor dels reds. En un altre amistós que enfrontava l'equip anglès amb el New Team asiàtic va marcar el seu primer gol amb el club.

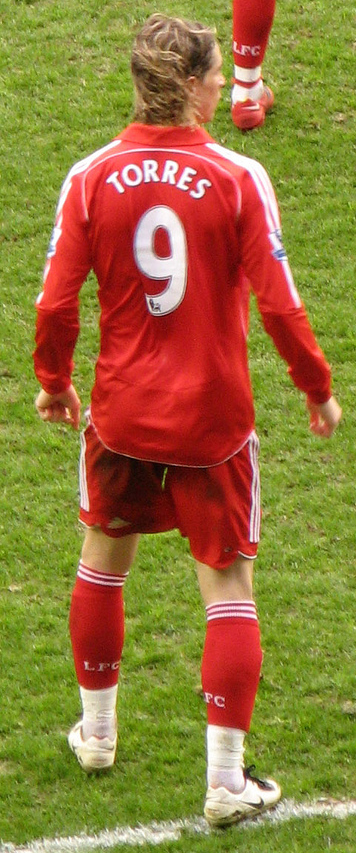
Torres en un partit amb el Liverpool FC davant el Middlesbrough el 23 Febrer 2008, va marcar un hat-trick

Va debutar oficialment a la Premier davant l'Aston Villa, en un partit que va acabar en victòria del Liverpool (2-1). Va jugar el seu primer partit de Champions quatre dies després, en la victòria del seu equip davant el Toulouse Football Club (0-1). Va marcar el seu primer gol a la Premier davant el Chelsea FC en el seu debut a Anfield (1-1). Al setembre va marcar un hat-trick davant el Reading FC a la League Cup Va marcar els seus primers dos gols a la Champions davant el FC Porto (4-1).
El 10 d'octubre de 2007 va ser l'únic nominat espanyol entre els trenta candidats a FIFA World Player.
Va ser nomenat futbolista del mes de la Premier al febrer, quan va marcar quatre gols en dos partits, incloent un hat-trick davant el Middlesbrough FC. Aquest i un altre hat-trick, marcat en la victòria dels reds (4-0) davant el West Ham United el van convertir en l'únic futbolista del Liverpool des Jack Balmer el 1946 a marcar tres gols en dos partits consecutius com a local. Al març, després de marcar de cap davant el Reading FC a Anfield, es va convertir en l'únic futbolista des Robbie Fowler (1995/96) a marcar més de 20 gols en una temporada. A l'abril va marcar una mica a la Champions davant l'Arsenal, contribuint a fer que el seu equip accedís a les semifinals de la competició. Amb aquest tant Torres marcava el seu número 29 en totes les competicions, depassant d'aquesta manera la marca de Michael Owen. L'11 d'abril de 2008 va ser nominat al Premi PFA, concedit el futbolista de l'any de la Premier. Aquest reconeixement va acabar portant Cristiano Ronaldo, futbolista del Manchester United FC. També va ser nominat al PFA Young Player of the Year - concedit al millor jugador jove - que es va dur el futbolista de l'Arsenal Cesc Fàbregas. Així mateix, se li va enquadrar dins de l'onze ideal de la Premier. Al maig va quedar darrere de Cristiano Ronaldo en les votacions del FWA Footballer of the Year.

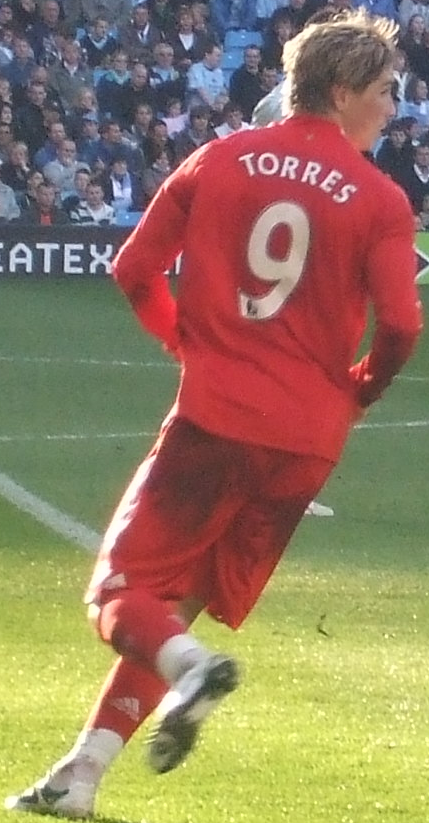
Torres durant la victòria del Liverpool FC (3-2) davant el Manchester City FC.

El 4 de maig de 2008 va marcar el gol de la victòria del seu equip contra el Manchester City FC (1-0), amb el qual aconseguia el rècord que havia establert Roger Hunt de marcar de manera consecutiva en vuit partits disputats a Anfield. Després de marcar el mateix davant el Tottenham Hotspur FC (2-0) es va convertir màxim golejador estranger en la seva temporada com debutant des Van Nistelrooy. Va finalitzar la temporada compartint la segona plaça de la llista de màxims golejadors amb Emmanuel Adebayor - tots dos amb 24 punts. Aquest estiu els mitjans britànics van afirmar que el Chelsea FC estava disposat a oferir 50 milions de lliures el Liverpool FC per tal d'aconseguir els serveis del davanter madrileny, mes aquest va dir que volia quedar molts anys en el seu equip. Tom Hicks - co-propietari de l'equip - va afirmar que no estava disposat a desprendre del futbolista espanyol.

#### 2008-09

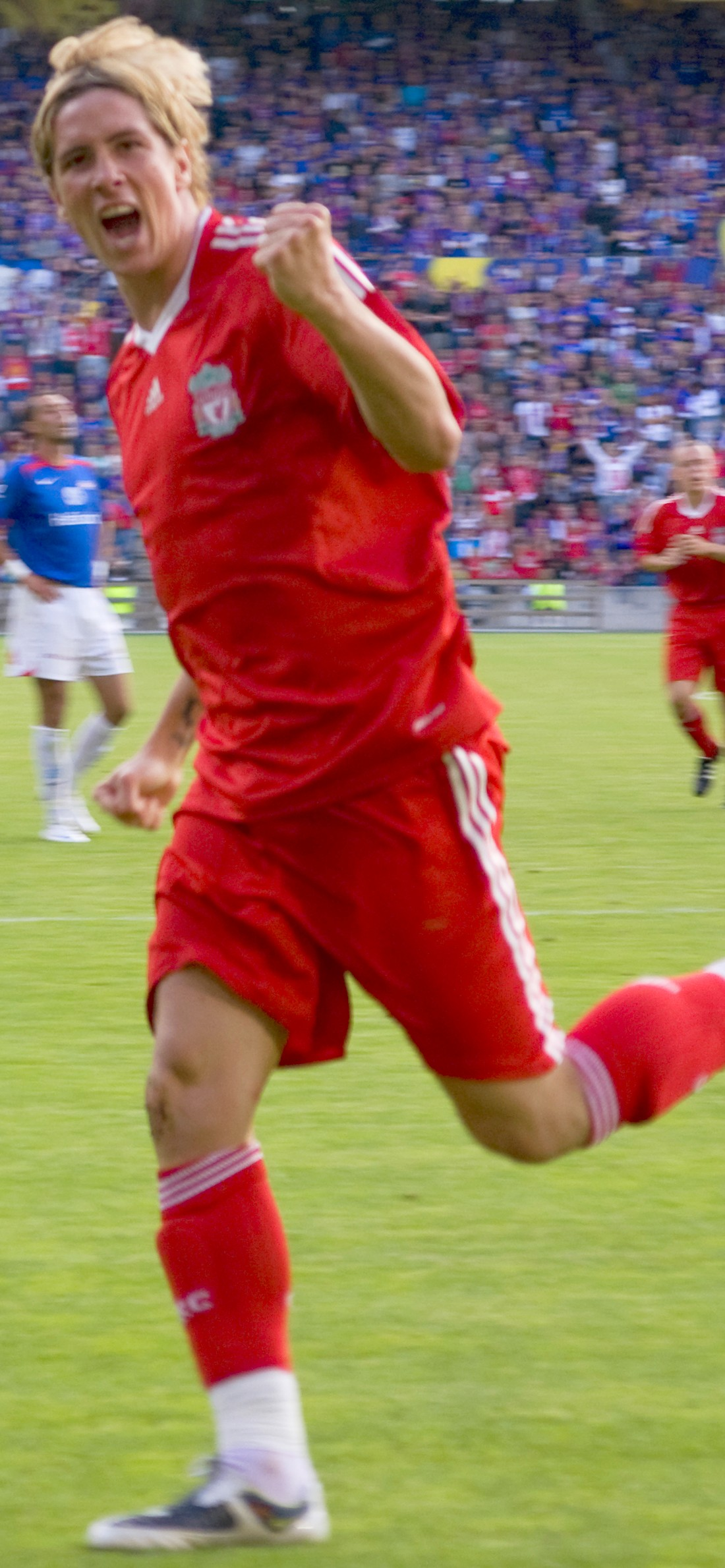
Torres celebra el gol davant el Vålerenga Fotball el 5 d'agost de 2008

Després d'un excel·lent arrencada de temporada marcant l'únic gol del seu equip davant el Sunderland (1-0), va patir una lesió als isquiotibials en el partit contra l'Aston Villa (0-0), que el va mantenir apartat tres setmanes. Torres va tornar en el partit de Champions contra l'Olympique de Marsella - en què es va imposar el seu equip (2-1) - i va marcar de nou davant l'Everton (2-0). Va continuar amb la seva ratxa després de marcar dos gols en la victòria (3-2) a domicili del seu equip contra el Manchester City FC, al qual va haver de remuntar un 2-0 en contra. El primer d'aquests dos gols era el mil·lèsim que marcava el Liverpool FC a la Premier League. Es va lesionar a la cuixa durant una trobada classificatori per al Mundial 2010, el que li va fer estar absent en tres partits del seu equip. El 22 d'octubre el Liverpool va disputar un partit contra el seu exequip l'Atlètic de Madrid a la Champions, en el qual no va estar Torres a causa de la seva lesió. Enrique Cerezo li va cedir una entrada VIP que Torres va rebutjar, ja que volia continuar amb la seva recuperació. El 27 d'octubre va ser seleccionat dins de l'alineació ideal de la temporada 2007/08 de la FIFPro.
Torres va tornar a la competició en la victòria del seu equip davant el West Bromwich Albion (3-0). Durant una entrevista va afirmar que li encantaria retornar a l'Atlètic amb el temps - «no sé si em retira allà, però m'agradaria tornar i acabar algunes coses que van quedar per fer». En la victòria del seu equip davant l'Olympique (1-0) va patir una estrebada a la cuixa, que el va mantenir quatre setmanes al dic sec. Va ser candidat al FIFA World Player, quedant en tercer lloc després de Cristiano Ronaldo i Lionel Messi. En el seu retorn va aconseguir marcar davant el Preston North End (2-0), el seu primer gol a la FA Cup L'1 de febrer va marcar dos gols davant el Chelsea FC (2-0). The Times el va incloure dins de la llista de «els 50 millors futbolistes del Liverpool», encara que portés només un any i mig en l'equip.
Torres es va enfrontar a la Champions al seu altre màxim rival - el Reial Madrid - el 10 i 16 de març. Lesionat al turmell, els metges li van administrar una injecció de calmants per tal que disputés la tornada de l'eliminatòria al seu estadi. La trobada - en què va marcar un dels gols del seu equip - va acabar en 4-0, el que unit al 0-1 a Madrid va concedir l'accés dels quarts de final al Liverpool. Quatre dies després va marcar el gol de l'empat en el partit que enfrontava a Liverpool FC i Manchester United FC a Old Trafford i que va concloure amb la victòria dels reds (1-4). A l'abril va ser enquadrat dins de l'onze ideal de la Premier. El 24 de maig va marcar el seu gol número cinquanta en vuitanta-quatre aparicions amb el Liverpool FC davant el Tottenham, en l'últim partit de la temporada. Després d'acabar la temporada va renovar el seu contracte amb el Liverpool FC, tancant l'acord el 14 d'agost. En aquest contracte s'estableix un sou setmanal de 110.000 lliures a la setmana i l'opció d'estendre'l un any més després que expiri el 2013.

#### 2009-10

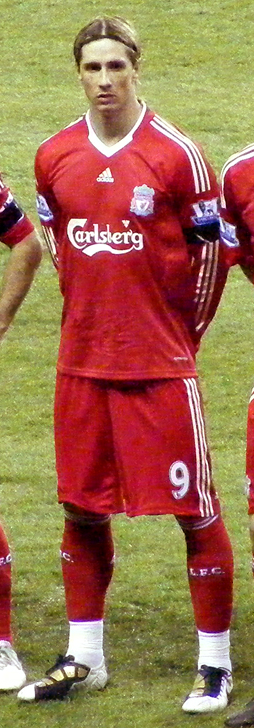
Torres en l'onze titular del Liverpool FC davant el Wigan Athletic FC el 9 Març 2010

Després del final de la temporada, va estar d'acord en un nou contracte amb el Liverpool, que va signar el 14 d'agost. En signar aquest contracte, el Liverpool FC va augmentar el seu salari a £ 110.000 a la setmana i va incloure l'opció d'una pròrroga d'un any després de la seva expiració el 2013. Va començar l'any marcant un gol en la trobada que va enfrontar el Liverpool amb el Stoke City (4-0), i una setmana després davant l'Aston Villa - encara que no va evitar la victòria dels vilans (1-3). Tornaria a marcar en les atapeïdes victòries de l'equip davant el Bolton Wanderers (2-3) i el West Ham United FC (2-3). Una setmana després va marcar un hat-trick amb el Hull City al qual els reds van humiliar (6-1) a Anfield. Al setembre el van nomenar «futbolista del mes» a causa del seu espectacular arrencada. El 25 d'octubre marcaria un nou tant en la victòria del seu equip (2-0) contra el Manchester United FC, després de les quals Benítez va elogiar a Torres, dient: "Estàvem esperant que passar a la final. Quan va arribar el moment que sabia que anava a anotar". i una setmana després davant el Fulham FC, que va derrotar els reds (3-1). Va marcar el desè tant de l'any en el partit contra el Wigan Athletic, que va caure derrotat a Anfield (2-1). Torres va ser nomenat en el FIFPro World XI per segona temporada consecutiva al desembre. El gràcies al seu gol en temps de descompte per guanyar l'Aston Villa el 29 de desembre 2009 ho va convertir en el jugador més ràpid del Liverpool FC en marcar 50 gols en la història de la lliga anglesa. Això va significar que Torres va finalitzar la temporada amb 22 gols marcats en 32 partits disputats en totes les competicions, acabant com a màxim golejador del Liverpool FC per segona vegada. El seu cognom era el nom més popular, les samarretes venudes a tot el món en la temporada 2009-10.

#### 2010-11

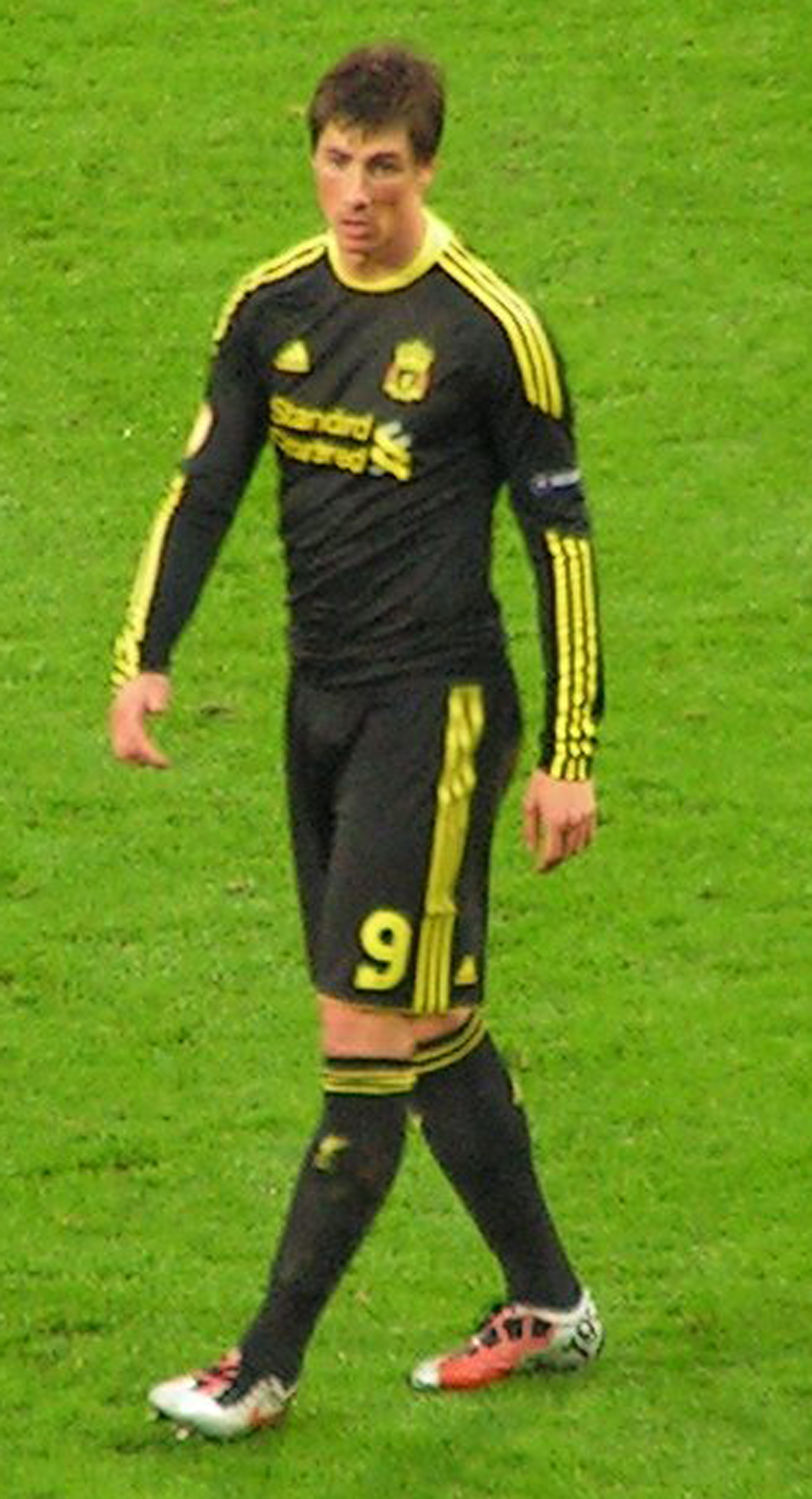
Torres davant el FC Utrecht.

Després d'haver estat nomenat entrenador del Liverpool, Roy Hodgson va dir que Torres no seria venut: "Torres no està a la venda i cap oferta és benvinguda. Volem que es quedi." Hodgson després va desmentir informes de premsa que asseguraven que Torres havia de deixar el club. Torres després va reafirmar el seu compromís amb el club, dient: "El meu compromís i lleialtat al club i als aficionats és el mateix que quan vaig signar per primera vegada amb l'equip." El seu primer partit de la temporada 2010-11 va ser en l'empat a 1-1 davant l'Arsenal FC el 14 d'agost de 2010. Torres també va marcar el gol que li va donar la victòria al seu equip per 2-1 sobre el Blackburn Rovers el 24 d'octubre, el qual va ser el seu primer gol des de l'agost. Després, Torres va marcar un doblet en la victòria per 2-0 sobre el Chelsea FC el 7 de novembre.

### Chelsea FC

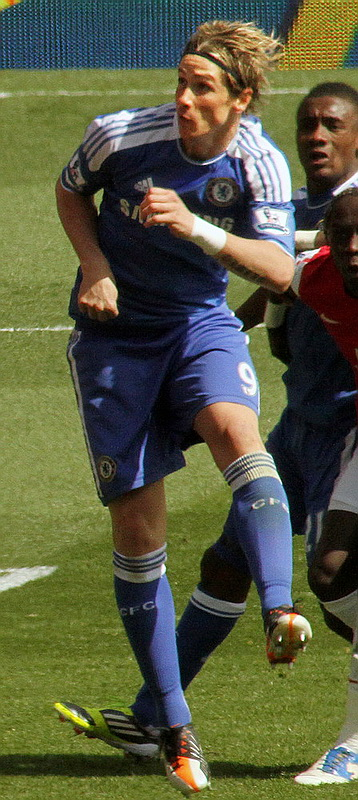
Torres jugant pel Chelsea FC davant Arsenal FC 21 d'abril 2012

#### 2010-11
El 28 de gener de 2011, el Liverpool FC havia rebutjat una oferta del Chelsea FC per Torres, la qual se situava entre els 35 i els 40 milions de lliures esterlines.
No obstant això, Torres li va demanar al club que el deixessin marxar, la qual cosa també va ser rebutjat. Després, el Chelsea va tornar amb una nova oferta, ara de 50 milions de lliures, la qual va ser acceptada el 31 de gener de 2011, donant-li a Torres permís per negociar amb el Chelsea. Aquest mateix dia, el Chelsea va oficialitzar la contractació de Torres, qui va signar un contracte de 5 anys i mig. El seu debut amb el Chelsea va ser el 6 febrer 2011 precisament contra el Liverpool, disputant la trobada com a titular. En aquest partit, el Liverpool es va emportar la victòria per 1-0. Torres no marcaria el seu primer gol amb el Chelsea sinó fins al 23 d'abril de 2011 davant el West Ham United, on va marcar el segon gol del seu equip en la victòria per 3-0. En total, Torres finalitzaria la temporada amb només un gol marcat en 18 partits disputats.

#### 2011-12
En la següent temporada, enmig d'escrutini després que declarés públicament que els seus companys d'equip eren «lents», Torres s'enfrontaria al Bayer Leverkusen a la Lliga de Campions el 14 de setembre de 2011, on donaria dues assistències de gol a David Luiz i a Juan Mata perquè el Chelsea FC es portés la victòria per 2-0. Després, en el següent partit contra el Manchester United FC quatre dies després, Torres tornaria a marcar amb el Chelsea, en haver descomptat el marcador al minut 46 en la derrota del seu equip per 3-1. En aquesta trobada, Torres va tenir l'oportunitat de marcar un segon gol al minut 83 que hagués significat el 3-2 en aquell moment, encara que va acabar enviant la pilota a un costat de la meta. Torres marcaria el seu tercer gol amb el Chelsea en el següent partit de lliga davant el Swansea City, en haver obert el marcador al minut 29 en la victòria del seu equip per 4-1, encara que deu minuts després va obtenir la seva primera targeta vermella a la Premier causa d'una forta falta que va cometre sobre Mark Gower. Dies després Torres aconseguiria un doblet davant el KRC Genk en una trobada de la Lliga de Campions de la UEFA.
El 24 d'abril de 2012, en el partit de tornada per la segona semifinal de la Lliga de Campions contra el FC Barcelona, Torres va ingressar per Didier Drogba en el 80 '. Després de tenir algunes oportunitats d'intentar rematar a l'arc, en el 90 +1, Torres tanca la classificació del Chelsea en marcar el 2-2 (3-2 en el global a favor del Chelsea): Després de rebre una passada de José Bosingwa des de la meitat del camp del Chelsea, amb tota la defensa blaugrana avançada, el Niño es va quedar mà a mà amb Víctor Valdés, a qui va driblar amagant, i va rematar tranquil·lament. Així el Chelsea va eliminar el Barcelona i es va classificar a la final de la Lliga de Campions 2011/12. Pocs dies després confirma la seva recuperació en marcar un "hat-trick" davant del Queens Park Rangers en la golejada del seu equip (6-1). El 5 maig 2012 aconsegueix el seu primer títol a nivell de clubs (la FA Cup).
El 19 de maig de 2012, a la final de la Lliga de Campions de la UEFA 2011-2012 a l'estadi Allianz Arena, en què el Chelsea s'enfrontava al Bayern de Múnic, un minut després que l'alemany Thomas Müller anotés l'1-0 parcial en el 83 ', Torres ingressa per Salomon Kalou. Uns minuts després, el Niño provoca un córner, el que acaba en gol de Didier Drogba (i provoca temps afegit, i posterior tanda de penals). En els penals, el Chelsea derrota el Bayern per 4-3 i el Chelsea, i Torres guanyen la seva primera Lliga de Campions.

#### 2012-13
Torres va iniciar la temporada 2012-13 disputant la Community Shield 2012, on el Chelsea es va enfrontar al Manchester City al Villa Park. El Niño va marcar el primer gol del partit, però el Chelsea va acabar perdent per 3-2 (amb gols de Yaya Touré, Carlos Tévez i Samir Nasri per als Citizens, i Ryan Bertrand per als Blues). El 22 d'agost de 2012 Torres va marcar el seu primer gol a la Premier League 2012-13 en la victòria per 4-2 davant el Reading (en una data avançada, a causa de la participació del Chelsea a la Supercopa d'Europa) i en la següent jornada, el Chelsea va guanyar al Newcastle United per 2-0, amb Torres participant en els dos gols que li van donar la victòria als londinencs: primer, ocasionant un penal que després va transformar en gol el belga Eden Hazard, i després marcant gol després d'una combinació amb el mateix Hazard. També va marcar en les següents dates, en les victòries per 2-1 i 4-1 davant l'Arsenal FC i el Norwich City, respectivament. Després d'aquest gran començament de lliga, el Niño va patir una ensopegada en rebre la seva segona expulsió a la Premier League, per doble groga, davant el Manchester United FC que li va remuntar un 2-0 el Chelsea i els Red Devils van guanyar 2-3 (a l'expulsió de Torres, se li va sumar la del seu company Branislav Ivanović).
El 7 de novembre de 2012, Torres va convertir el seu primer gol a la Lliga de Campions 2012-13, contra el Xakhtar Donetsk ucraïnès en la victòria per 3-2 del Chelsea, quan el porter ucraïnès Andriy Piatov va realitzar un mal refús que va rebotar a Torres i va entrar a porteria. Dues setmanes després, el 21 de novembre, el director tècnic blue Roberto Di Matteo va ser acomiadat i reemplaçat per l'espanyol Rafael Benítez, que havia dirigit a Fernando Torres al Liverpool. Una de les principals missions de Benítez era fer que Torres tornés al seu millor forma. El 5 de desembre Torres va marcar un doblet al FC Nordsjælland danès en el triomf 6-1 del Chelsea en l'última jornada de la fase de grups de la Champions, acabant així amb una sequera golejadora de més de 12 hores de joc. El Chelsea va acabar tercer en el seu grup i es va classificar als setzens de final de l'Europa League 2012-13.
El 27 de gener de 2013, Torres va marcar el segon gol en l'empat 2-2 davant el Brentford de la Football League One per la Budweiser FA Cup, forçant el 'replay', on es van classificar per als vuitens de final.
El 14 de març de 2013, Torres va convertir el tercer gol en la victòria 3-1 en el partit de tornada davant l'Steaua de Bucarest en els vuitens de final de l'Europa League 2012-13, gol que va significar la classificació dels Blues a quarts de final. No obstant això, el Niño va patir una fractura de nas després de rebre un cop de peu del defensor polonès Łukasz Szukała, pel que va haver de fer servir una màscara protectora durant les següents setmanes. En quarts de final també va ser protagonista, li va fer tres gols al Rubin Kazan en l'eliminatòria, dos a casa i un a Rússia. En semifinals no va faltar tampoc a la seva cita amb el gol i va marcar l'inici de la remuntada del Chelsea contra el Basilea. I el 15 de maig de 2013 va guanyar la UEFA Europa League també amb gol seu (59') amb una curiosa celebració tal com feia "Kiko" Narváez i es va convertir en l'únic jugador juntament amb Juan Mata a guanyar Mundial, Eurocopa, FA Cup, UEFA Champions League i UEFA Europa League.

#### 2013-14
El 22 d'octubre de 2013, Torres va convertir dos dels tres gols amb què el Chelsea va guanyar per 3-0 al Schalke 04 en la tercera jornada de la Lliga de Campions 2013-14, sent el quart doblet que marcava el Niño a la Lliga de Campions. Després, el 27 d'octubre, Torres va tornar a ser figura del Chelsea, aquest cop davant el Manchester City a l'assistir a l'alemany André Schürrle en el primer gol dels blues i convertir el gol de la victòria (i el seu primer a la Premier League 2013-14) per 2-1 del Chelsea sobre els citizens. L'11 de gener de 2014, Torres va arribar als 200 partits a la Premier League marcant un gol en la victòria del Chelsea contra el Hull City.
El 22 d'abril de 2014 a l'anada de la semifinal de la Champions League, Torres va tornar després de set anys a l'estadi que el va veure néixer, al Vicente Calderón i va jugar contra el seu equip de tota la vida, l'Atlètic de Madrid. Tot i que el partit va quedar 0-0, li van fer una ovació al final del partit tant els aficionats del Chelsea com els de l'Atlètic de Madrid. A la setmana següent es va disputar la tornada de la semifinal i llavors Torres, a la primera part del partit, gràcies a una jugada de Willian Borges i una posterior centrada de Cesar Azpilicueta, va aconseguir marcar a l'Atlètic de Madrid. Fernando no va celebrar el gol per respecte a l'equip de la seva infància i va demanar perdó a l'afició per això. Gràcies a aquest tant es va convertir en el primer futbolista espanyol que marcava en tres semifinals diferents de Champions League: 2008 quan era jugador del Liverpool i 2012 i 2014 sent jugador del Chelsea. Malgrat aquest gol, l'Atlètic va remuntar el partit i es va classificar per a la final deixant eliminat al Chelsea.

### Cessió al Milan
El 29 d'agost de 2014, Torres va ser cedit durant dues temporades a l'AC Milan. El seu primer partit com milanista el va veure des de la grada, ja que es trobava lesionat amb un esquinç de turmell i el seu debut oficial va ser davant de la Juventus FC. Va disputar només 15 minuts i el partit va acabar en derrota per al conjunt rossonero per 0-1. Només va trigar 58 minuts per marcar el seu primer gol com a milanista, perquè en el següent partit va sortir com a titular davant de l'Empoli marcant en el minut 43 el gol que va servir per escurçar distàncies i posar el 2-1 en un partit que va finalitzar 2-2. Malgrat aquest bon començament, cada vegada va ser comptant menys per a l'entrenador i a finals d'any es va començar a especular amb la seva sortida.

### Retorn a l'Atlètic de Madrid

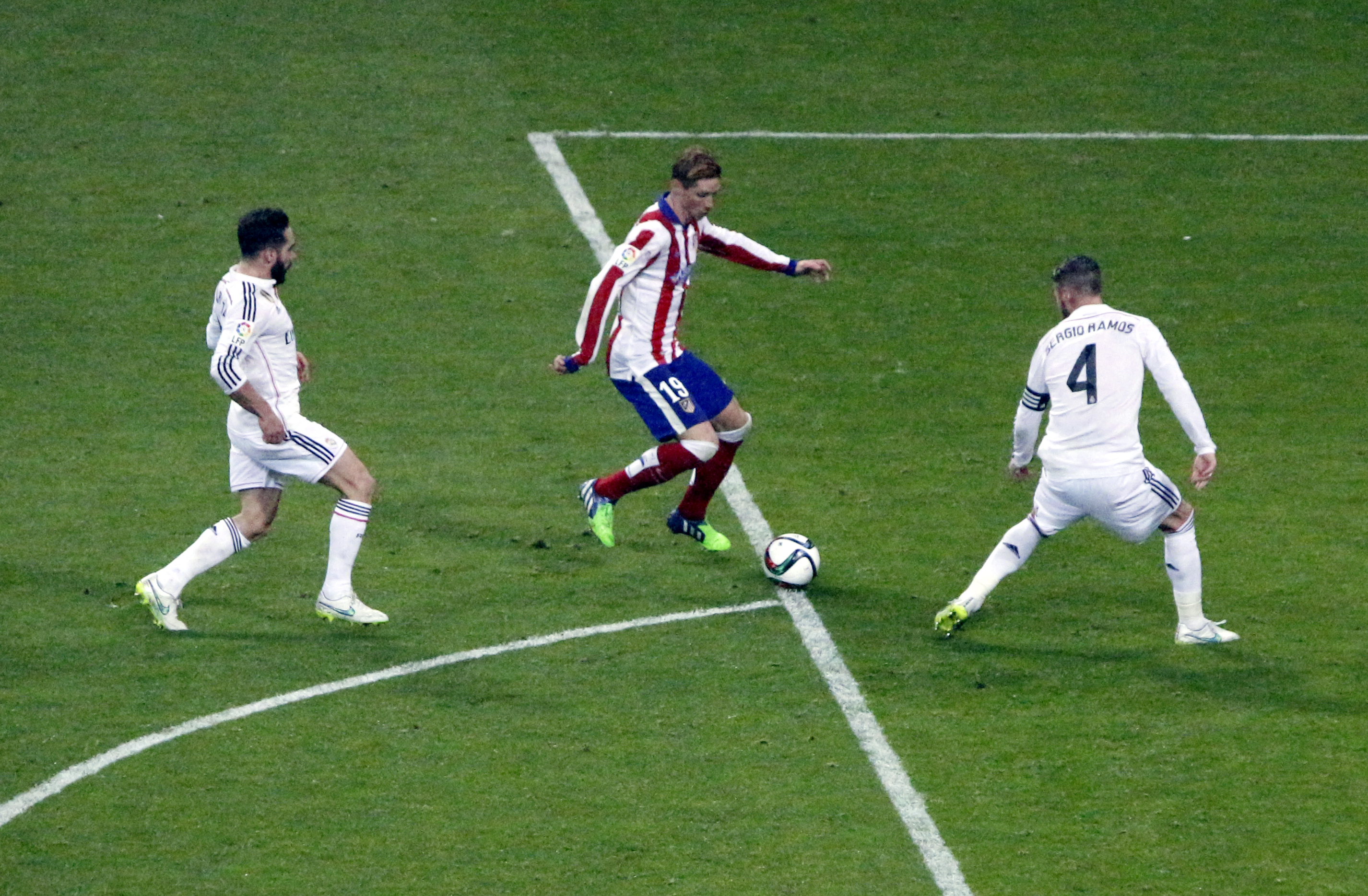
Torres davant de Sergio Ramos en el seu primer partit després de la seva tornada a l'Atlètic, en què va anotar un doblet.

Després dels rumors de sortida del jugador finalment Torres va tornar el 2015 a l'Atlètic de Madrid. Perquè aquest fet es produís es van haver de donar una sèrie de passos per part dels clubs i futbolistes implicats. El 27 de desembre el Chelsea va anunciar que Torres passava a ser propietat del Milan. El 29 de desembre de 2014, es va produir l'acord entre l'Atlètic de Madrid i el Milan de manera que Torres va tornar al club en qualitat de cedit per la resta de la temporada i la següent i Cerci va deixar l'Atleti per al recalar al Milan sota la mateixa fórmula i durant el mateix temps. En finalitzar la cessió de Torres quedaria lliure per negociar amb el club que desitgés, inclòs l'Atlètic, que podria adquirir-lo ja en propietat.
Com el termini d'inscripció de jugadors no es va obrir a Itàlia fins al 5 de gener, Torres no va poder tornar a jugar amb la samarreta blanca i vermella fins al 7 de gener al partit de Copa del Rei contra el Reial Madrid. En aquest partit Fernando va ser titular i l'Atlètic de Madrid va vèncer per 2-0. Per Torres, aquesta era la primera victòria contra el Reial Madrid vestint l'elàstica matalassera. En el partit de tornada va marcar un gol en cada part abans que es complís el primer minut en cadascuna. El partit va finalitzar empat a dos i l'Atlètic es va classificar per a la següent ronda. Malgrat que en el partit de tornada de la següent eliminatòria contra el Futbol Club Barcelona també va marcar un gol abans que es complís el primer minut que deixava en aquell moment l'eliminatòria empatada, l'Atlètic de Madrid va acabar perdent el partit per 2-3 i caient eliminat de la Copa per un total de 2-4. A la Lliga, el 24 de gener va disputar el seu partit número 250 com a matalasser. Va saltar al camp en el minut 80 substituint a Mario Mandžukić amb el marcador favorable a l'Atlètic de Madrid per 3-1 davant el Rayo Vallecano. Finalment, va acabar disputant 19 partits, 10 dels quals com a titular, i marcant tres gols que van ajudar a fer que l'equip acabés en tercera posició i aconseguís l'objectiu de tornar a classificar-se per jugar la Lliga de Campions la temporada següent.
El 6 de febrer de 2016, en el partit contra la SD Eibar corresponent a la 23a jornada de Lliga, Fernando marca el seu gol número 100 en Lliga com matalasser. Així posava fi a una sequera de gairebé 5 mesos sense marcar. Curiosament, el seu anterior gol el va marcar el 19 de setembre de 2015, en la jornada 4, també contra l'Eibar. El seu gol número 105 el marcaria contra el FC Barcelona a l'anada dels quarts de final de la Champions el 5 d'abril de 2016.
El 20 de maig de 2018, Fernando Torres va jugar per últim cop en un campionat professional amb la samarreta blanca i vermella marcant dos gols davant de la SD Eibar en l'últim partit de la lliga 2017-18, amb un marcador final de 2-2.

### Sagan Tosu FC
El 10 de juliol de 2018, Torres va anunciar que signava un contracte amb el club japonès Sagan Tosu.

## Selecció estatal

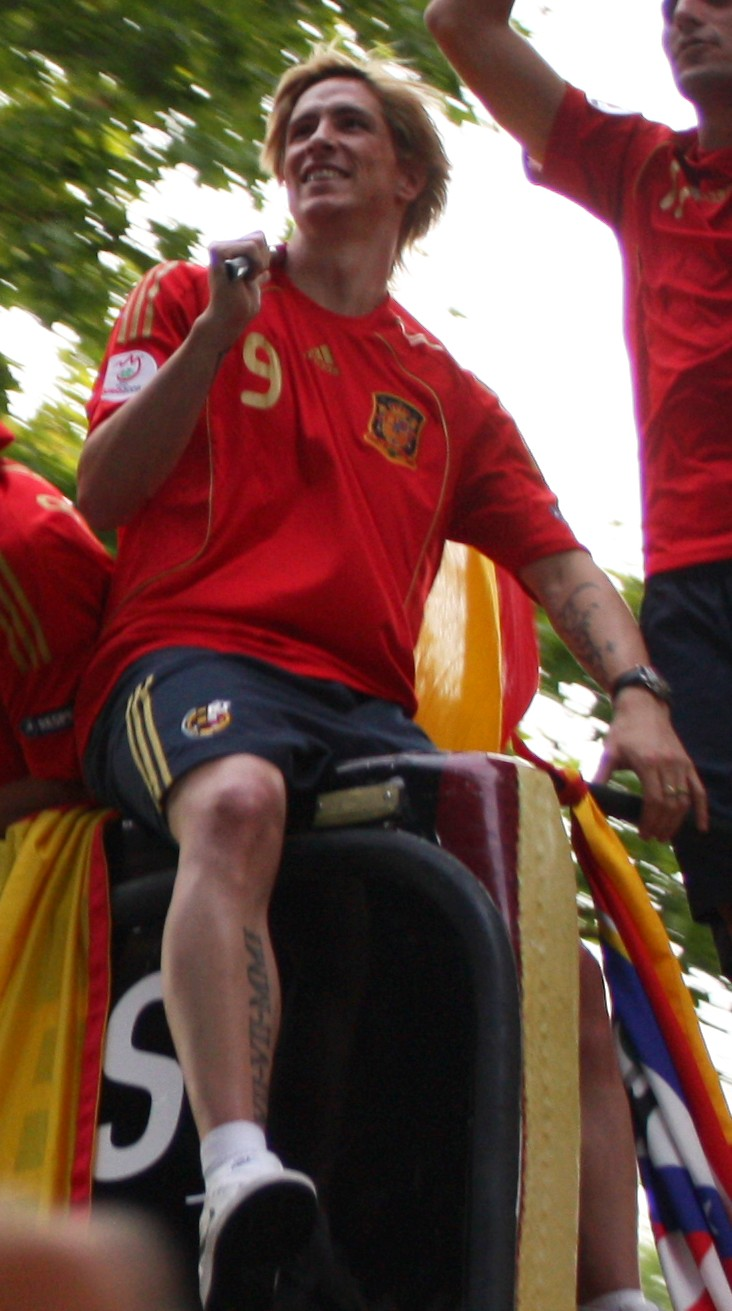
Torres i la resta d'internacionals celebrant la victòria a l'Eurocopa 2008.

El 2001 es va imposar en el «Torneig Algarve» amb la selecció sub-16 espanyola. També van vèncer en el campionat europeu sub-16 de la UEFA (2001), en què Torres va marcar l'únic gol de la final i va ser triat millor jugador del campionat. Al novembre d'aquest mateix any va representar Espanya al Mundial Sub-17 de 2001, en què la selecció va ser eliminada en la fase de grups. El 2002 es va imposar a l'europeu sub-19, en què va ser nomenat futbolista del torneig i de nou va marcar l'únic gol de la final.
El 6 de setembre va debutar amb la Selecció en un amistós contra Portugal. El 28 abril 2004 va marcar el seu primer gol davant la selecció italiana. El 2004 va ser convocat a l'Eurocopad'aquest any. Després de sortir des de la banqueta en els dos primers partits, va debutar com a titular en el decisiu llanci davant Portugal; en aquest partit - que va acabar amb la derrota del combinat nacional - el davanter madrileny va estavellar un xut al pal.
En la fase de classificació al Mundial de 2006 va marcar set punts en onze partits, convertint-se en el màxim golejador espanyol de la dita fase, entre els quals, va marcar una mica vital davant Bèlgica i un hat-trick davant San Marino. En la seva primera aparició en un mundial - al Mundial d'Alemanya (2006) - va marcar un gol de volea davant Ucraïna (4-0). En la trobada davant Tunísia va marcar els dos tant que van donar la victòria al combinat nacional (2-1). Ell i David Villa es van convertir en els màxims golejadors espanyols amb tres gols.
Va ser convocat amb Espanya a l'Eurocopa de 2008. Va debutar en la victòria d'Espanya davant Rússia, on Villa li va dedicar una mica (4-1). Va ser durament criticat, ja que, després de ser sutituït, aparentment va rebutjar estrènyer la mà al seleccionador nacional Luis Aragonés. Posteriorment va afirmar que en realitat no estava enfadat amb Aragonés, sinó amb si mateix. Va marcar el seu primer gol de la competició en la victòria del combinat espanyol davant Suècia (2-1). Va marcar l'únic tant de la final contra Alemanya (1-0), i va ser nomenat home de la trobada. Després de la victòria va afirmar: «És un somni fet realitat. És el meu primer títol i espero que sigui el primer de molts. Una victòria a l'Eurocopa, val gairebé com un títol mundial. Solíem veure les finals a la televisió, però avui hem estat aquí i hem guanyat. La meva feina és marcar gols. Vull marcar més gols i ser el futbolista més important d'Europa i del món.»Ell i Villa van ser elegits com els dos davanters de l'onze ideal de l'Eurocopa.
El 28 març 2009 va disputar davant Turquia seva trobada número seixanta amb la selecció - durant la fase de classificació per al Mundial de 2010 - convertint-se en el futbolista més jove a aconseguir aquesta fita. Encara que les lesions van marcar la temporada impedint disputar un considerable nombre de trobades classificatoris, va marcar en un amistós davant Xile després de substituir Villa a la segona meitat. A l'estiu Vicente del Bosque el va convocar per disputar la ConfeCup. Durant la disputa d'aquesta competició va marcar el seu segon hat-trick amb Espanya davant el combinat neozelandès, el hat-trick més ràpid de la història de la selecció. També va disputar el partit de semifinals davant Estats Units - en què el combinat nacional va ser derrotat (2-0), - així com la trobada davant Sud-àfrica - en què els espanyols es van imposar (3-2) en el temps de descompte.
Al Mundial de Sud-àfrica va reaparèixer després d'una llarga lesió. Malgrat les expectatives creades al voltant de la seva figura no va aconseguir quallar un bon mundial, desentonat amb la resta de l'equip, i sense marcar un sol gol. En la semifinal contra Alemanya va perdre la titularitat en detriment de Pedro (que ja participés en el gol contra el Paraguai en quarts de final només substituir el davanter madrileny), i va començar també en el banc la final, sortint en els últims minuts, en els quals va patir una nova lesió.
El 21 de maig de 2012 anuncia la seva convocatòria amb Espanya per a l'Eurocopa 2012.
El 27 de maig de 2013, entrà a la llista de 26 preseleccionats per Vicente del Bosque per disputar la Copa Confederacions 2013, i posteriorment el 2 de juny, entrà a la llista definitiva de convocats per aquesta competició.
El 31 de maig de 2014 entrà a la llista de 23 seleccionats per Vicente del Bosque per participar en la Copa del Món de Futbol de 2014; aquesta serà la seva tercera participació en un mundial. En cas que la selecció espanyola, la campiona del món del moment, guanyés novament el campionat, cada jugador cobraria una prima de 720.000 euros, la més alta de la història, 120.000 euros més que l'any anterior.

### Participacions en Copes del Món
| Mundial                        | Seu               | Resultat         | Partits | Gols |
| ------------------------------ | ----------------- | ---------------- | ------- | ---- |
| Copa Mundial Sub-17 de 2001    | Trinitat i Tobago | Primera fase     | 3       | 1    |
| Copa del Món de Futbol de 2006 | Alemanya          | Vuitens de final | 4       | 3    |
| Copa del Món de Futbol de 2010 | Sud-àfrica        | Campió           | 7       | 0    |

### Gols i estadístiques amb la selecció
| #  | Data       | Lloc                                    | Rival         | Gol | Resultat | Competició                          |
| -- | ---------- | --------------------------------------- | ------------- | --- | -------- | ----------------------------------- |
| 1  | 28-04-2004 | Luigi Ferraris, Itàlia                  | Itàlia        | 0-1 | 1-1      | Amistós                             |
| 2  | 09-02-2005 | Juegos Mediterráneos, Espanya           | San Marino    | 2-0 | 5-0      | Classificació Mundial 2006          |
| 3  | 26-03-2005 | Estadio Helmántico, Espanya             | Xina          | 1-0 | 3-0      | Amistós                             |
| 4  | 08-10-2005 | Estadio Rey Balduino, Bèlgica           | Bèlgica       | 0-1 | 0-2      | Classificació Mundial 2006          |
| 5  | 08-10-2005 | Estadio Rey Balduino, Bèlgica           | Bèlgica       | 0-2 | 0-2      | Classificació Mundial 2006          |
| 6  | 12-10-2005 | Estadio Olímpico, San Marino            | San Marino    | 0-2 | 0-6      | Classificació Mundial 2006          |
| 7  | 12-10-2005 | Estadio Olímpico, San Marino            | San Marino    | 0-5 | 0-6      | Classificació Mundial 2006          |
| 8  | 12-10-2005 | Estadio Olímpico, San Marino            | San Marino    | 0-6 | 0-6      | Classificació Mundial 2006          |
| 9  | 12-11-2005 | Vicente Calderón, Espanya               | Eslovàquia    | 3-1 | 5-1      | Classificació Mundial 2006          |
| 10 | 07-06-2006 | Stade de Genève, Suïssa                 | Croàcia       | 2-1 | 2-1      | Amistós                             |
| 11 | 14-06-2006 | Zentralstadion, Alemanya                | Ucraïna       | 4-0 | 4-0      | Mundial 2006                        |
| 12 | 19-06-2006 | Mercedes-Benz Arena, Alemanya           | Tunísia       | 2-1 | 3-1      | Mundial 2006                        |
| 13 | 19-06-2006 | Mercedes-Benz Arena, Alemanya           | Tunísia       | 3-1 | 3-1      | Mundial 2006                        |
| 14 | 02-09-2006 | Nuevo Vivero, Espanya                   | Liechtenstein | 1-0 | 4-0      | Classificació Eurocopa 2008         |
| 15 | 12-09-2007 | Carlos Tartiere, Espanya                | Letònia       | 2-0 | 2-0      | Classificació Eurocopa 2008         |
| 16 | 14-06-2008 | Tivoli Neu, Àustria                     | Suècia        | 0-1 | 1-2      | Eurocopa 2008                       |
| 17 | 29-06-2008 | Ernst Happel, Àustria                   | Alemanya      | 0-1 | 0-1      | Eurocopa 2008                       |
| 18 | 19-11-2008 | El Madrigal, Espanya                    | Xile          | 2-0 | 3-0      | Amistós                             |
| 19 | 09-06-2009 | Tofik Bakhramov, Azerbaidjan            | Azerbaidjan   | 0-6 | 0-6      | Amistós                             |
| 20 | 14-06-2009 | Royal Bafokeng, Sud-àfrica              | Nova Zelanda  | 1-0 | 5-0      | Copa FIFA Confederacions 2009       |
| 21 | 14-06-2009 | Royal Bafokeng, Sud-àfrica              | Nova Zelanda  | 2-0 | 5-0      | Copa FIFA Confederacions 2009       |
| 22 | 14-06-2009 | Royal Bafokeng, Sud-àfrica              | Nova Zelanda  | 3-0 | 5-0      | Copa FIFA Confederacions 2009       |
| 23 | 12-08-2009 | Philip II Arena, República de Macedònia | Macedònia     | 2-1 | 2-3      | Amistós                             |
| 24 | 08-06-2010 | Nueva Condomina, Espanya                | Polònia       | 5-0 | 6-0      | Amistós                             |
| 25 | 03-09-2010 | Rheinpark Stadion, Liechtenstein        | Liechtenstein | 0-1 | 0-4      | Clasificación para la Eurocopa 2012 |
| 26 | 03-09-2010 | Rheinpark Stadion, Liechtenstein        | Liechtenstein | 0-3 | 0-4      | Clasificación para la Eurocopa 2012 |
| 27 | 04-06-2011 | Gillette Stadium, Estats Units          | Estats Units  | 0-4 | 0-4      | Amistós                             |
| 28 | 30-05-2012 | Stade de Suisse, Berna, Suïssa          | Corea del Sud | 1–0 | 4–1      | Amistós                             |
| 29 | 14-06-2012 | Arena Gdańsk, Gdańsk, Polònia           | Irlanda       | 1–0 | 4–0      | Eurocopa 2012                       |
| 30 | 14-06-2012 | Arena Gdańsk, Gdańsk, Polònia           | Irlanda       | 3–0 | 4–0      | Eurocopa 2012                       |
| 31 | 01-07-2012 | Estadi Olímpic de Kíev, Kíev, Ucraïna   | Itàlia        | 3–0 | 4–0      | Eurocopa 2012                       |

## Palmarès

### Atlètic de Madrid
- 1 Segona Divisió Lliga Espanyola: 2001-02.
- 1 Lliga Europa de la UEFA: 2017-18.

### Chelsea FC
- 1 Lliga de Campions: 2011-12.
- 1 FA Cup: 2011-12.
- 1 Lliga Europa de la UEFA: 2012-13.

### Selecció espanyola
- 1 Copa del Món de Futbol: 2010.
- 2 Campionat d'Europa de futbol: 2008 i 2012.
- 1 Campionat d'Europa sub-16: 2001.
- 1 Campionat d'Europa sub-19: 2002.

### Individual
- 1 Bota d'or de l'Eurocopa 2012[19]

## Estadístiques

### Estadístiques a nivell de clubs
| Club                        | Temporada          | Lliga | Lliga | Copa  | Copa | Copa de la lliga | Copa de la lliga | Europa | Europa | Total | Total |
| Club                        | Temporada          | Part. | Gols  | Part. | Gols | Part.            | Gols             | Part.  | Gols   | Part. | Gols  |
| --------------------------- | ------------------ | ----- | ----- | ----- | ---- | ---------------- | ---------------- | ------ | ------ | ----- | ----- |
| Atlètic de Madrid · Espanya | 2000–01            | 4     | 1     | 2     | 0    | -                | -                | 0      | 0      | 6     | 1     |
| Atlètic de Madrid · Espanya | 2001–02            | 36    | 6     | 1     | 1    | -                | -                | 0      | 0      | 37    | 7     |
| Atlètic de Madrid · Espanya | 2002–03            | 29    | 13    | 2     | 1    | -                | -                | 3      | 0      | 31    | 14    |
| Atlètic de Madrid · Espanya | 2003–04            | 35    | 19    | 5     | 2    | -                | -                | 3      | 0      | 40    | 21    |
| Atlètic de Madrid · Espanya | 2004–05            | 38    | 16    | 6     | 2    | -                | -                | 5      | 2      | 49    | 20    |
| Atlètic de Madrid · Espanya | 2005–06            | 36    | 13    | 4     | 0    | -                | -                | 0      | 0      | 40    | 13    |
| Atlètic de Madrid · Espanya | 2006–07            | 36    | 14    | 4     | 1    | -                | -                | 0      | 0      | 40    | 15    |
| Atlètic de Madrid · Espanya | Espanya            | 214   | 82    | 24    | 7    | -                | -                | 11     | 2      | 249   | 91    |
| Liverpool FC · Anglaterra   | 2007–08            | 33    | 24    | 1     | 0    | 1                | 3                | 11     | 6      | 46    | 33    |
| Liverpool FC · Anglaterra   | 2008–09            | 24    | 14    | 3     | 1    | 2                | 0                | 9      | 2      | 38    | 17    |
| Liverpool FC · Anglaterra   | 2009–10            | 22    | 18    | 2     | 0    | 0                | 0                | 8      | 4      | 32    | 22    |
| Liverpool FC · Anglaterra   | 2010–11            | 23    | 9     | 1     | 0    | 0                | 0                | 2      | 0      | 26    | 9     |
| Liverpool FC · Anglaterra   | Total              | 102   | 65    | 7     | 1    | 3                | 3                | 30     | 12     | 142   | 81    |
| Chelsea FC · Anglaterra     | 2010–11            | 14    | 1     | 0     | 0    | 0                | 0                | 4      | 0      | 18    | 1     |
| Chelsea FC · Anglaterra     | 2011–12            | 17    | 2     | 0     | 0    | 1                | 0                | 5      | 2      | 20    | 4     |
| Chelsea FC · Anglaterra     | Total              | 28    | 7     | 0     | 0    | 1                | 0                | 9      | 2      | 38    | 5     |
| Total a la carrera          | Total a la carrera | 344   | 150   | 31    | 8    | 4                | 3                | 50     | 16     | 429   | 177   |